# 랑이로아 환초

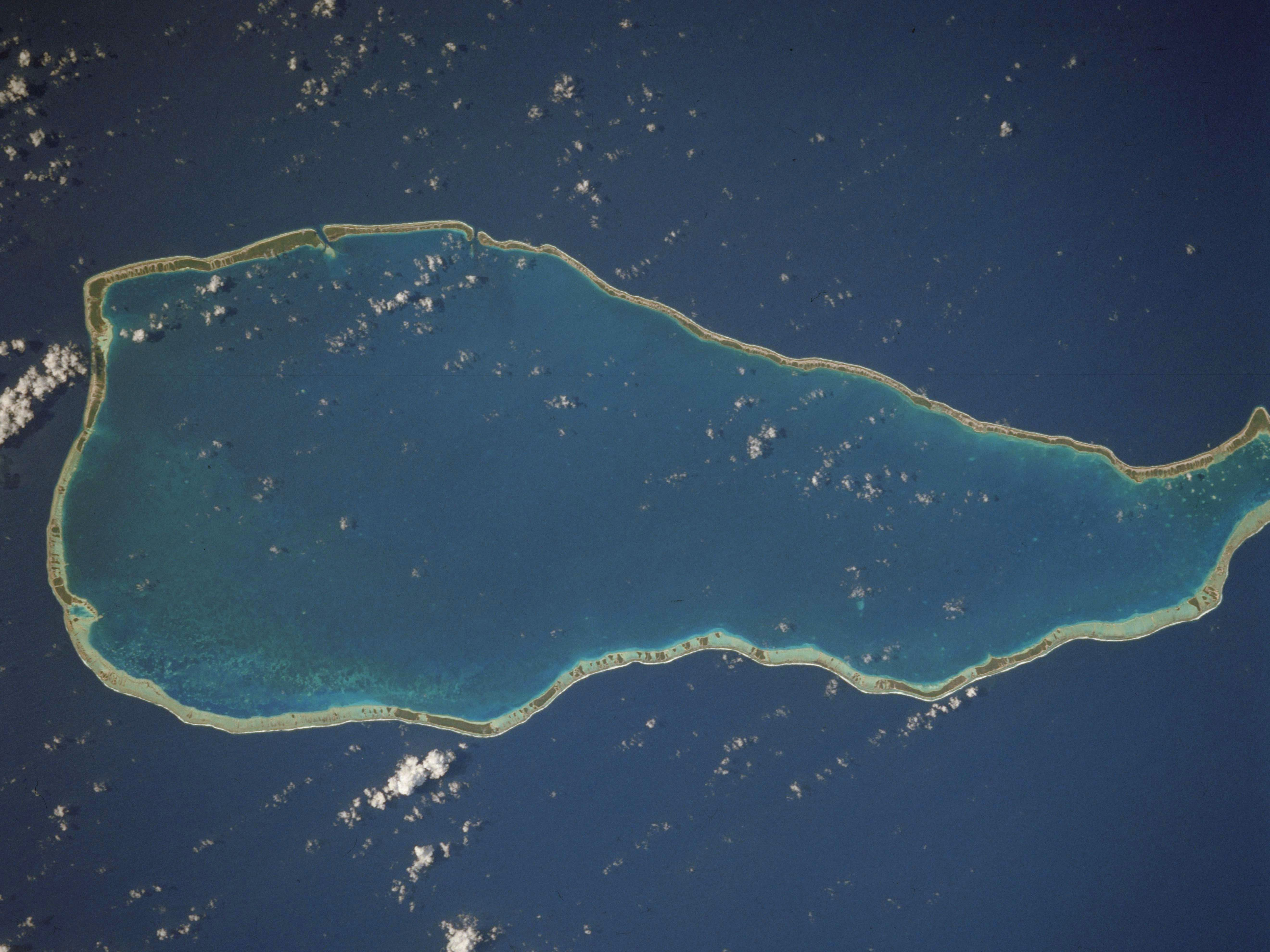
랑이로아 환초

랑이로아 환초(Rangiroa)는 남부 태평양에 있는 환초로, 프랑스령 폴리네시아의 투아모투 제도에 속한다. 테코코타(Te Kokōta)라고도 한다.
길이는 북서에서 남동 방향으로 80km, 폭은 32km 정도이며, 산호초의 면적은 1,446km2이다. 세계의 환초 중 마셜 제도의 콰잘레인 환초에 이어 2번째로 크며, 타히티로부터 북동쪽으로 약 355km 정도에 위치한다. 인구는 2,334명(2002년 기준)이며, 415개의 섬 중 북부의 2개 섬에만 사람이 거주한다. 대표 취락으로 아바토루(Avatoru)와 티푸타(Tiputa)가 있다.
맑고 푸른 물과 더불어 다양한 수중 동물상이 분포해 주요 스쿠버 다이빙 명소 중 하나로 자리잡게 되었다.

## 같이 보기
- 폴리네시아어군
- 프랑스령 폴리네시아